# Giorgio Del Signore
Giorgio Del Signore (Verona, 27 settembre 1976) è un ex calciatore italiano, di ruolo difensore.

## Carriera
Ha giocato nella massima serie del campionato svizzero (con lo Zurigo) e greco (con l'Egaleo).

## Palmarès

### Club

#### Competizioni nazionali
- Coppa Svizzera: 1

Zurigo: 1999-2000
- Serie D: 1

Canavese: 2006-2007